# Megachile armaticeps
Megachile armaticeps là một loài Hymenoptera trong họ Megachilidae. Loài này được Cresson mô tả khoa học năm 1869.

## Hình ảnh

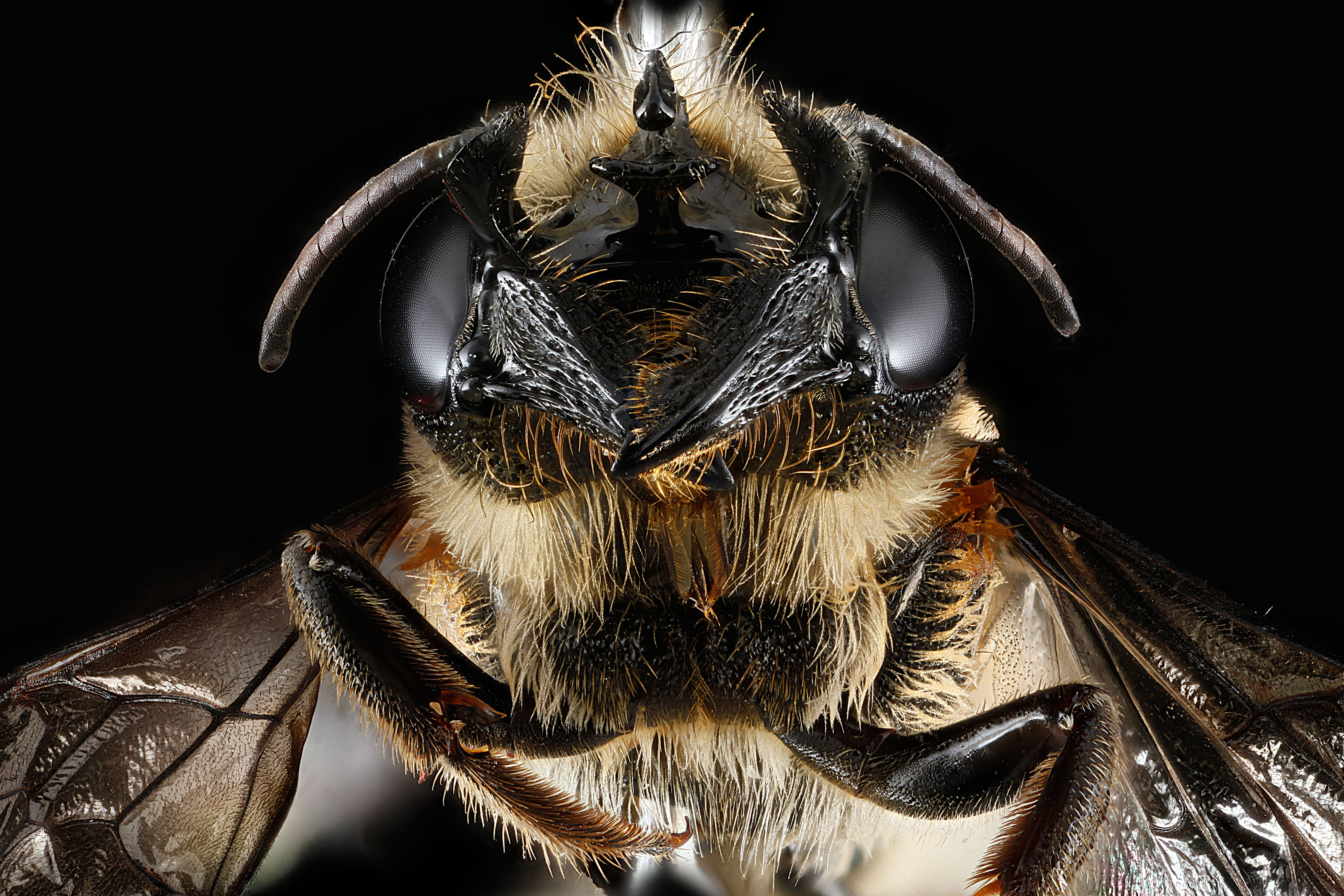
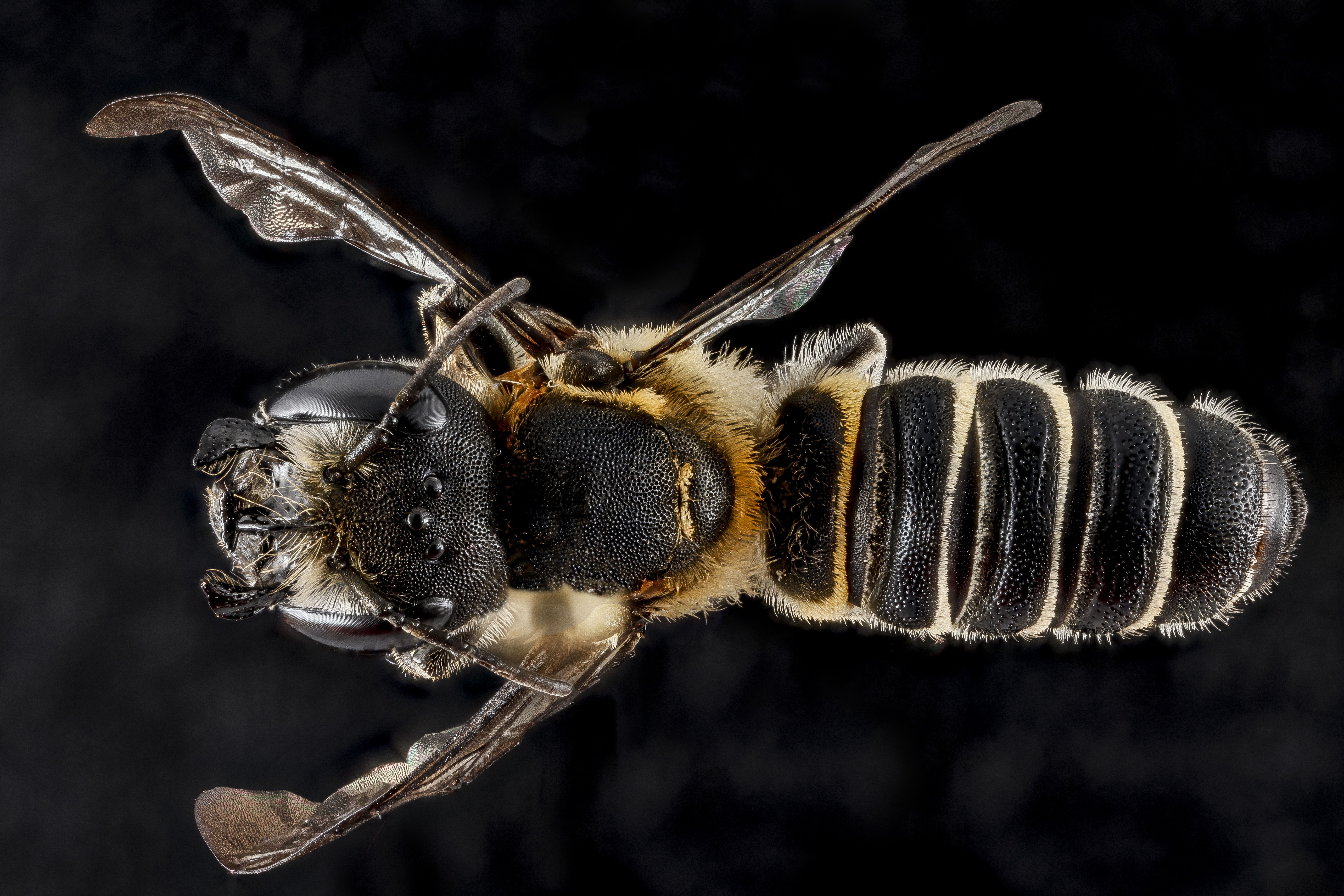